# Česká Kubice
Česká Kubice (en allemand : Böhmisch Kubitzen) est une commune du district de Domažlice, dans la région de Plzeň, en Tchéquie. Sa population s'élevait à 958 habitants en 2021.

## Géographie
Česká Kubice se trouve à 10 km au sud-ouest de Domažlice, à 56 km au sud-ouest de Plzeň et à 139 km à l'ouest-sud-ouest de Prague.
La commune est limitée par Nemanice, Klenčí pod Čerchovem, Chodov, Pec et Babylon au nord, par Pasečnice, Tlumačov et Všeruby à l'est, et par l'Allemagne au sud et à l'ouest.

## Histoire
La première mention écrite de la localité date de 1697.

## Administration
La commune se compose de sept sections :
- Česká Kubice
- Dolní Folmava
- Horní Folmava
- Nová Kubice
- Nový Spálenec
- Spáleneček
- Starý Spálenec

## Galerie

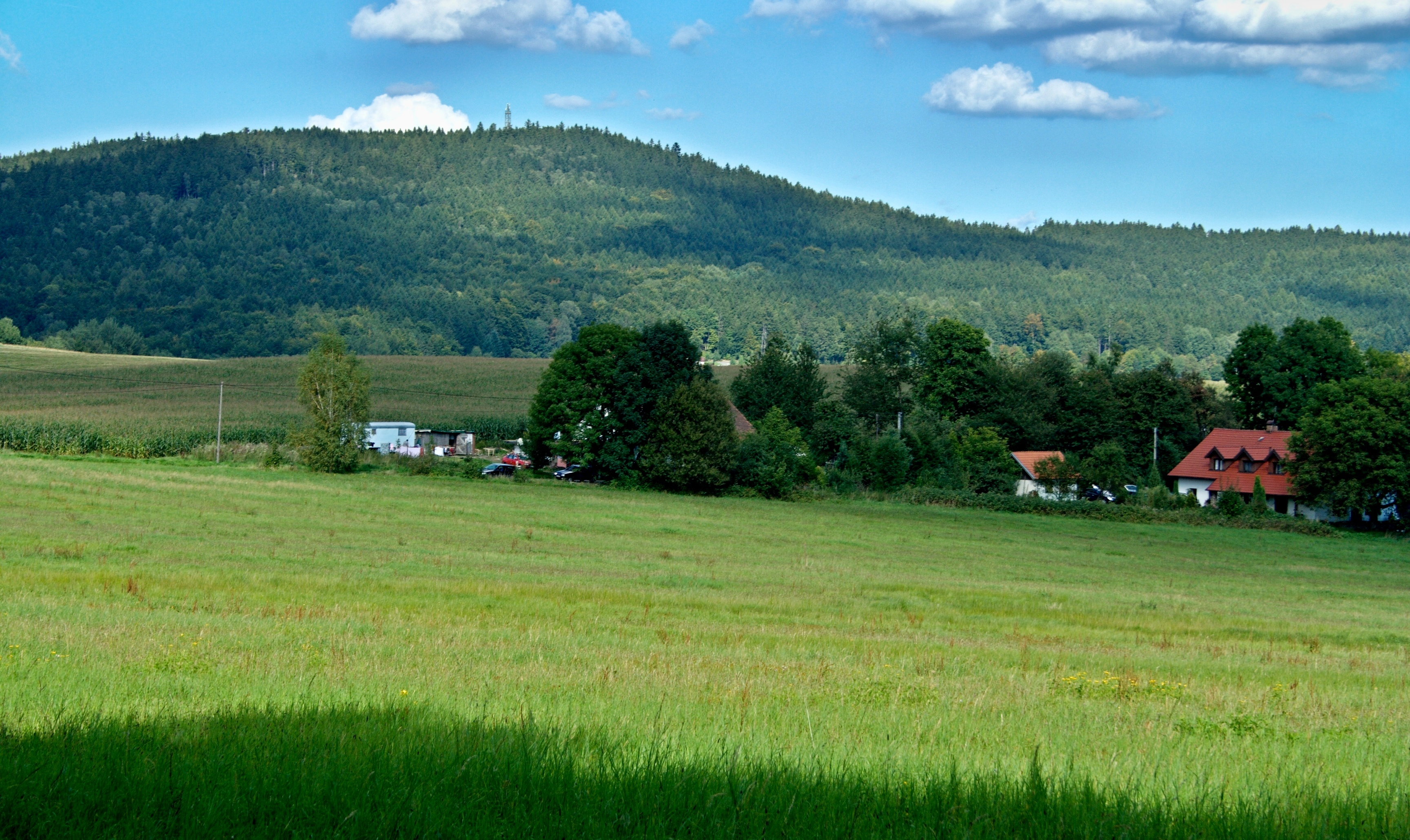
Nová Kubice.
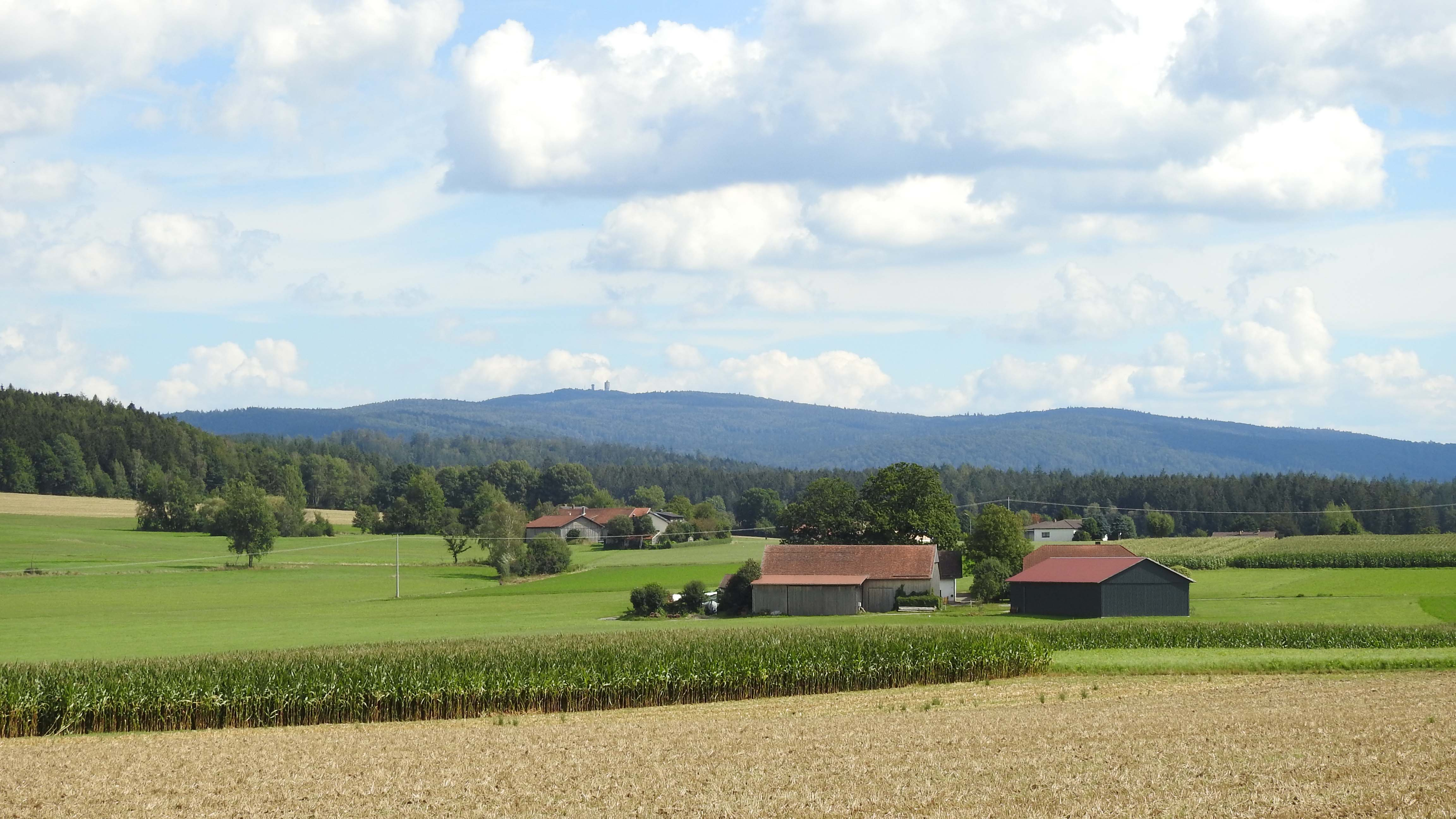
Čerchov.

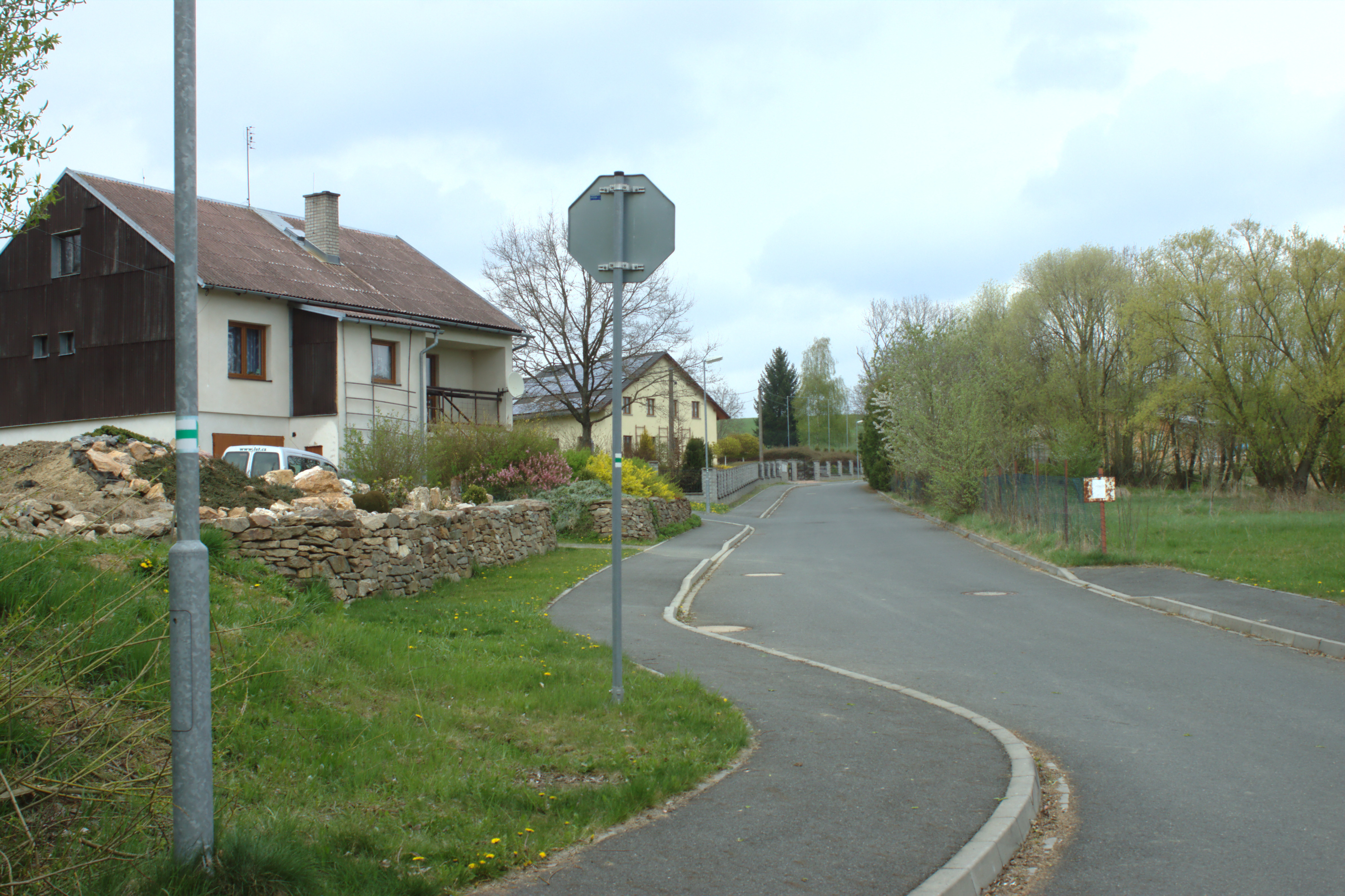
Spálenec.
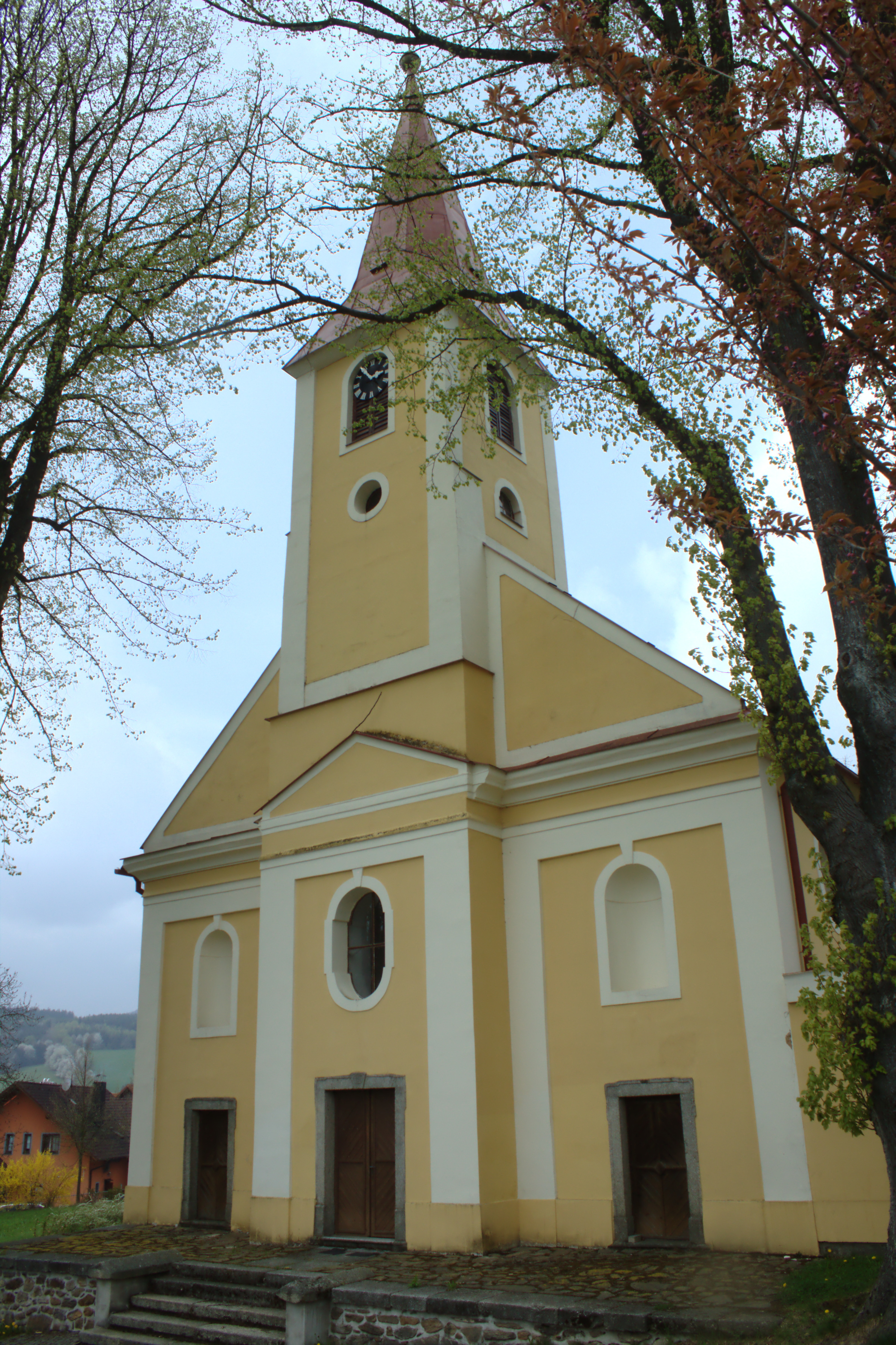
Église à Horní Folmava.
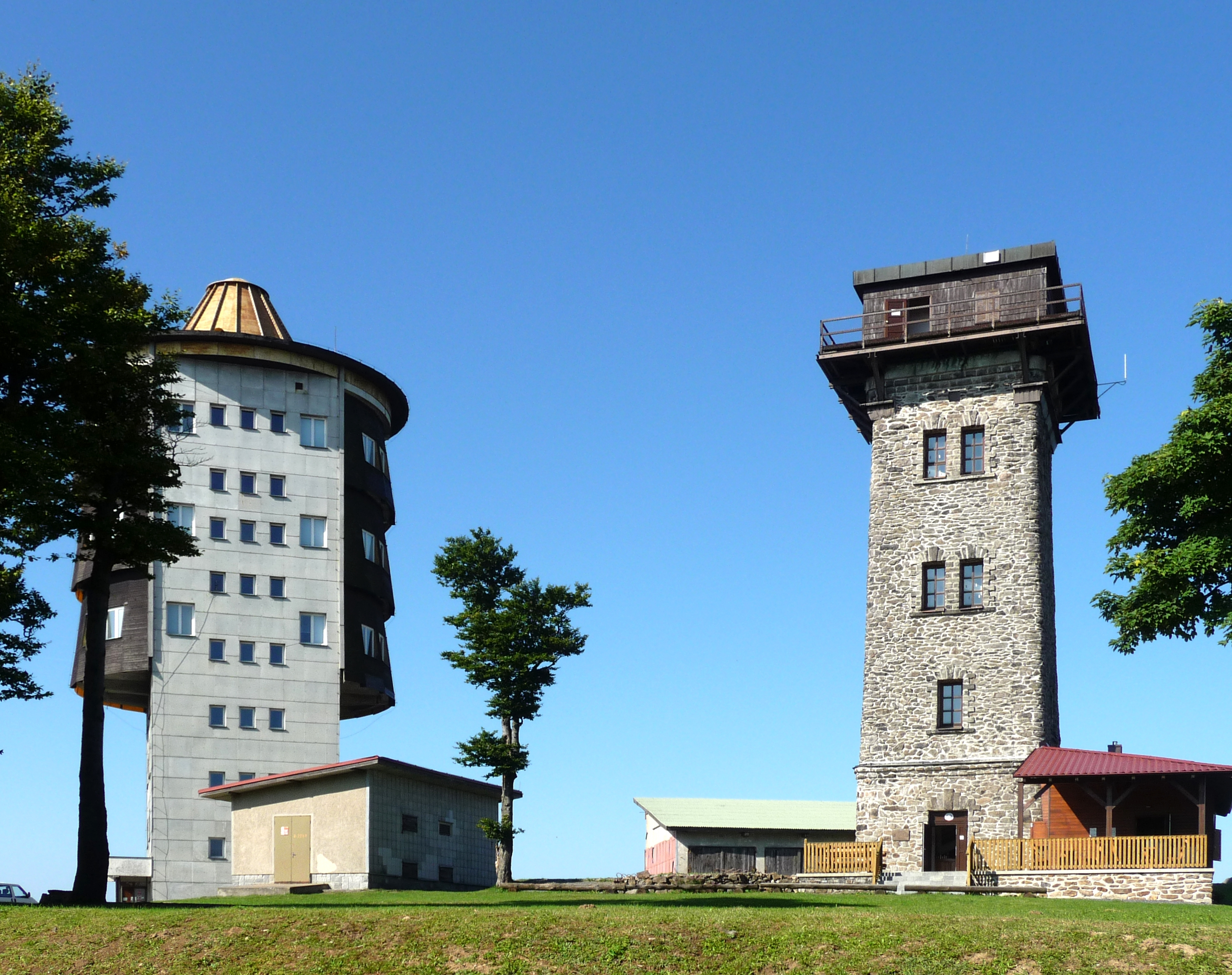
Tours de Čerchov.

## Transports
Par la route, Česká Kubice se trouve à 11 km de Domažlice, à 65 km de Plzeň et à 158 km de Prague.